# Matt Monro
Pour les articles homonymes, voir Monro.
Matt Monro, né le 1er décembre 1930 à Londres et mort le 7 février 1985 dans la même ville, est un chanteur britannique, généralement accompagné d'un orchestre philharmonique. Il chante des ballades, dont plusieurs ont été enregistrées en langue espagnole.

## Débuts de carrière
De son nom de naissance Terence Edward Parsons, Matt Monro est né à Shoreditch dans la banlieue de Londres. Il fait ses études à la Duncombe School (Islington). En 1956, il devient chanteur vedette de l'orchestre de la télévision BBC. Il y rencontre alors le pianiste Winifred Atwell, son mentor, qui lui trouve son nom de scène, l'aide à signer chez Decca Records et qui aura par la suite une forte influence sur sa carrière.
En 1957, il enregistre Blue and Sentimental, un album de standards. Malgré le succès critique de l'album, Monro n'est pas satisfait et admire les jeunes chanteurs dont beaucoup tentent de percer à la fin des années 1950 en imitant Frankie Vaughan avec des reprises de succès américains. Il enregistre même une version de Garden of Eden, une chanson de Vaughan. Il signe un contrat de courte durée chez Fontana, label jazz de Philips.
À la fin des années 1950, la célébrité que Monro avait connue cinq ans auparavant se détériore et il retourne dans un relatif anonymat. Il vit avec son épouse Mickie d'un salaire de chanteur pour publicités et de son cachet pour une ritournelle publicitaire du savon Camay à la télévision. En 1959, il enregistre I'm Bound for Texas, un pastiche de musique country, pour le film muet The Pilgrim, l'un des trois courts-métrages compilés dans le film The Chaplin Revue de Charlie Chaplin. Il s'agit de sa première bande originale.

## Succès international
En 1959, le producteur de musique George Martin demande à Matt Monro d'enregistrer une chanson satirique dans le style de Frank Sinatra, pour aider Peter Sellers à l'imiter dans son album suivant Songs for Swinging Sellers. Lorsque Peter Sellers l'écoute, il décide de garder la version de Monro plutôt que d'enregistrer la sienne. Mais il change le nom de Matt Monro en "Fred Flange" et, bien qu'il en soit blessé sur l'instant, cet incident débouchera sur une amitié éternelle entre Monro et George Martin, qui par la suite lui demandera de commencer à enregistrer chez Parlophone, un label de la division EMI en Grande-Bretagne. Leur deuxième single (45 T), Portrait of My Love, est classé numéro trois au UK Singles Chart.
L'année suivante, Matt Monroe est nommé au Top International Act du Billboard Magazine. En février 1961, le magazine musical britannique New Musical Express annonce que Monro a gagné le ITV's British Song Contest avec la chanson My Kind of Girl. Ses succès suivants sont les enregistrements de Softly As I Leave You en 1962 et la chanson du film de James Bond From Russia With Love, écrite par Lionel Bart en 1963. Contrairement à ce qui deviendra ensuite la règle, la chanson du film n'apparaît pas lors du générique de début, mais elle est entendue à la radio pendant le film, puis reprise au générique de fin.
Lors du Concours Eurovision de la chanson de 1964, avec sa chanson I Love the Little Things, il termine second derrière la chanteuse italienne Gigliola Cinquetti, alors âgée de seize ans. La chanson présentée par Udo Jürgens pour l'Autriche, Warum Nur Warum ?, attire l'attention de Monro bien qu'elle finisse sixième au classement, et il décide d'en enregistrer une version anglaise sous le titre Walk Away en 1964. En 1965 il reprend la chanson des Beatles Yesterday. 
En 1966, il chante le générique du film Born Free (Vivre libre) : il remporte le 39e Oscar de la meilleure chanson originale pour cette chanson, écrite par John Barry et Don Black, qui va devenir son indicatif musical. En 1969, Matt Monro apparaît au début du film L'or se barre (The Italian Job) où il chante On Days Like This, chanson elle aussi écrite par Don Black. Ces deux thèmes lancent la carrière de Don Black en tant que parolier. Monro lui demandera d'écrire les paroles de Walk Away, qu'il chantera lors de l'émission de la BBC A Jubilee of Music réalisée le 31 décembre 1976 à l'occasion du Silver Jubilee de la reine Élisabeth II.
En 1966, peu de temps après la disparition de Nat King Cole, EMI fait passer Monro du label Parlophone au label Capitol Records. Matt Monro part s'installer en Californie où il enregistre plusieurs albums avec des arrangeurs américains. Il revient au Royaume-Uni en 1970 et commence à travailler avec le label Columbia EMI pour la sortie de son album Close To You et la chanson We're Gonna Change The World, avec un texte à moitié satirique sur la libération des femmes.
En 1969, il commence à chanter en espagnol à la demande d'un producteur sud-américain, Leonardo Schultz. Il acquiert ainsi une certaine célébrité dans le monde hispanophone.

## Discographie
Le vingtième anniversaire de sa disparition en 2005 a permis de relancer l'intérêt du public pour sa musique, avec l'édition d'un album de compilations, d'un concert en DVD, un documentaire de la BBC et le lancement d'un site internet officiel. Une compilation de 2007, From Matt With Love, a été classée dans le Top 40 du UK Albums Chart lors de sa première semaine de sortie.
Matt Monroe n'a jamais enregistré d'albums en concert, préférant la pureté technique des enregistrements en studio, et souhaitant que ses apparitions en public restent une singularité. Cependant de récents albums "live" ont été édités à partir d'enregistrements remastérisés de ses spectacles à la radio ou à la télévision, ou d'enregistrements privés qu'il avait commandés. Parmi eux, un spectacle de cabaret de 1967 pris lors de sa première tournée en Australie, un concert à la BBC avec Nelson Riddle, un concert dans un stade de Manille en 1966 devant 24 000 spectateurs et un de ses derniers concerts enregistré lors de sa quatorzième tournée en Australie en 1984.